# Паскуал де Андагоя
Паскуал де Андагоя (на испански: Pascual de Andagoya) е испански конкистадор и изследовател от баски произход.

## Ранни години (1495 – 1522)
Роден е през 1495 година село Андагоя в долината на Куартанго, провинция Алава, Баска автономна област.
През 1514, на 19-годишна възраст, Андагоя отива в Централна Америка и участва в завоевателната експедиция на Педро Ариас де Авила, която включва над 2000 души на 22 кораба, и която подчинява на испанската корона днешните земи на Панама, Коста Рика и части от Колумбия.

## Експедиционна дейност (1522 – 1523)
През 1522 в самостоятелна експедиция открива около 400 км от западното крайбрежие на Южна Америка от Панамския залив до делтата на река Сан Хуан (4º 30` с.ш.). Открива крайбрежния хребет Серрания де Баудо (1810 м), заливите Купика (6°30′ с. ш. 77°25′ з. д. / 6.5° с. ш. 77.416667° з. д.) и Тибуга (5°45′ с. ш. 77°27′ з. д. / 5.75° с. ш. 77.45° з. д.), нос Кориентес (5°30′ с. ш. 77°30′ з. д. / 5.5° с. ш. 77.5° з. д.) и на юг от него заблатената низина и делтата на река Сан Хуан. Още по на юг, на 3°45′ с. ш. 77°20′ з. д. / 3.75° с. ш. 77.333333° з. д., открива залива Буенавентура. Тук той и неговите спътници научават за съществуването на империята на инките в Перу и прави първия неуспешен опит за проникване на юг.
На следващата година Андагоя се завръща в Панама поради разклатеното си здраве и донася вестта за съществуването на огромната империя на инките в Перу. На следващата година Франсиско Писаро, Диего де Алмагро и други, опиянени от радостните новини донесени от Андагоя, предприемат първата експедиция към Перу, но успяват да достигнат само до днешната територия на Еквадор.

## Следващи години (1524 – 1548)
През 1530 г., се заселва в Санто Доминго. През 1539 Андагоя е назначен за управител на областта Попаян в Западна Колумбия, която длъжност заема до 1542 и по това време открива най-удобния и кратък търговски път от платото Кундинамарка до Тихия океан през Централните и Западните Кордилери, по долината на река Каука до залива Буенавентура.
През последните години от живота си Андагоя участва в завоевателните походи в Перу.
Умира на 18 юли 1548 година в Куско.